# Região de Momase

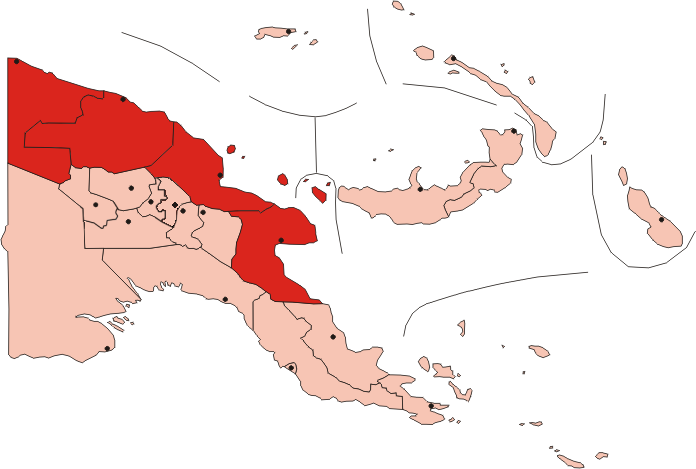
Localização da Região de Momase na Papua-Nova Guiné

A Região de Momase é uma das quatro regiões da Papua-Nova Guiné.
Compreende as seguintes províncias:
- East Sepik
- Madang
- Morobe
- Sandaun